# Hollyridge Strings
The Hollyridge Strings è stata un'orchestra specializzata nell'esecuzione della musica easy listening e registrò per la Capitol Records negli anni 1960 e 1970.
Nella settimana del 4 luglio 1964, la versione cover, registrata dal gruppo, della canzone dei The Beatles "All My Loving" raggiunse la posizione #93 su Billboard Hot 100.
Il gruppo era specializzato nella trasposizione per orchestra di canzoni celebri del periodo, di artisti pop come The Beatles, The Beach Boys, Elvis Presley e Simon & Garfunkel.
Stu Phillips, Mort Garson e Perry Botkin, Jr. furono fra i produttori, arrangiatori e direttori del gruppo nel corso delle registrazioni fonografiche.